# Панов, Александр Семёнович
Алекса́ндр Семёнович Пано́в (1922—1992) — рядовой Рабоче-крестьянской Красной Армии, участник Великой Отечественной войны, Герой Советского Союза (1945). Сабельник 112-й Башкирской кавалерийской дивизии 7-го гвардейского кавалерийного корпуса 1-го Белорусского фронта.

## Биография
Александр Панов родился 15 октября 1922 года на станции Волочаевка-1 ныне Смидовичского района Еврейской автономной области в семье рабочего. После окончания железнодорожного ремесленного училища работал в Красноярске слесарем в депо. Член ВКП(б) с 1965 года.
В феврале 1942 года был призван в Красную Армию. Панов отличился в боях за Бранденбург. В конце апреля 1945 года форсировал Зило-канал, севернее Бранденбурга и огнём пулемёта сдерживал атаки противника. Также он уничтожил три пулемётные точки и множество гитлеровцев.
Указом Президиума Верховного Совета СССР от 31 мая 1945 года за «образцовое выполнение боевых заданий командования на фронте и проявленные при этом мужество и героизм» рядовой Александр Панов был удостоен высокого звания Героя Советского Союза с вручением ордена Ленина и медали «Золотая Звезда» за номером 6451.
В 1947 году был демобилизован. После работал на железнодорожных станциях в Смидовичском и Облученском районах.

Могила Героя Советского Союза Панова Александра Семёновича на Центральном кладбище Хабаровска.

Александр Панов скончался 5 мая 1992 года. Похоронен в Хабаровске, на Центральном кладбище Хабаровске.

## Память
Имя Панова высечено золотыми буквами на мемориальной доске в Национальном музее Республики Башкортостан и в музее 112-й Башкирской кавалерийской дивизии. В 2015 году его имя было увековечено на отдельном гранитном пилоне Аллеи Героев в Сквере Победы в Биробиджане. С 2016 именем А. С. Панова названо среднее профессиональное образовательное учреждение № 16 в г. Хабаровске (с 2019 г. КГБ ПОУ «Хабаровский техникум транспортных технологий имени Героя Советского Союза А. С. Панова»), выпускающее специалистов-железнодорожников.